# Jørgen Vig Knudstorp
Jørgen Vig Knudstorp (Fredericia, 21 novembre 1968) è un dirigente d'azienda danese, attuale presidente del consiglio di amministrazione del Gruppo Lego, di cui è stato il quarto amministratore delegato (CEO) e presidente dal 2004 al 2016. Succedendo a Kjeld Kirk Kristiansen è stata la prima persona estranea alla famiglia del fondatore a raggiungere il vertice dell'azienda.

## Formazione
Knudstorp è nato a cresciuto a Fredericia dove si è diplomato al liceo locale prima di iscriversi all'università di Aarhus. Nell'ateneo  di Aarhus, Knudstorp ha conseguito una laurea magistrale in economia nel 1995 e un successivo dottorato, sempre in economia, nel 1998. Sempre proseguendo la sua carriera accademica egli svolse comunque anche il lavoro di consulente esterno presso diverse aziende tra il 1998 e il 2000, periodo nel quale conseguì anche un master in business administration presso la Cranfield School of Management. 

## Carriera in Lego
Dopo l'esperienza di ricercatore universitario e di consulente presso aziende come la McKinsey & Company, nel 2001 Jørgen Vig Knudstorp entrò nel Gruppo Lego.
Nel giro di soli tre anni Knudstorp raggiunse i vertici della società e fu nominato amministratore delegato nel 2004. Sotto la sua guida, il gruppo Lego tornò, dopo anni, ad avere un utile netto annuo positivo. Ciò fu il frutto di un progetto di ampio respiro comprendente tagli di lavoro, con i lavoratori Lego nel mondo che passarono, nel 2004, da 7 400 a 5 300, la chiusura di progetti non produttivi, ad esempio la linea di videogiochi Lego, la vendita della divisione parchi giochi del gruppo, la delocalizzazione della produzione e la rifocalizzazione dell'azienda sul suo business principale, ossia le costruzioni giocattolo, tramite il lancio di nuove serie di personaggi, la più remunerativa delle quali fu quella di Star Wars, e l'assunzione di una nuova generazione di disegnatori. Di fatto, già nel 2005 il gruppo ebbe un utile annuo positivo di 87 milioni di dollari con una decisiva inversione rispetto all'utile netto negativo di 300 milioni di dollari del 2004.
Nel dicembre 2016, fu annunciato che Knudstorp avrebbe lasciato il posto di amministratore delegato del gruppo per andare a ricoprire quello di presidente del consiglio di amministrazione succedendo a Niels Jacobsen. Il suo posto al comando del gruppo fu preso dal britannico Bali Padda, la prima persona non danese a raggiungere il vertice aziendale.

## Incarichi in altre aziende
Nel gennaio 2017, Starbucks ha annunciato l'entrata di Jørgen Vig Knudstorp nel proprio consiglio di amministrazione.